# جایزه شعر خبرنگاران
جایزه شعر خبرنگاران رقابت ادبی سالانه است که به آثار انتشار یافته در زمینه شعر به  زبان فارسی در ایران و دیگر کشورهای فارسی‌زبان اعطاء می‌شود. جایزه شعر خبرنگاران، از آن به عنوان کتاب سال شعر خبرنگاران نیز یاد می‌شود، پاییز سال ۱۳۸۴ بنیان گذاشته شد و نخستین دوره آن در سال ۱۳۸۵ با دبیری محمد هاشم اکبریانی و همکاری جمعی از شاعران و خبرنگاران برگزار شد. داوران این جایزهٔ ادبی از میان خبرنگاران و روزنامه‌نگارها و افراد دارای همکاری مستمر با مطبوعات، خبرگزاری‌ها و رسانه‌های انتخاب می‌شوند. این رقابت ادبی را محمد هاشم اکبریانی نویسنده و روزنامه‌نگار بنیان گذاشت و شش دوره نخست نیز دبیر جایزه شعر خبرنگاران بود. در بخش تجلیل از یک عمر فعالیت ادبی این رقابت از محمدعلی سپانلو، احمدرضا احمدی، علیرضا طبایی، مفتون امینی، سیمین بهبهانی، هوشنگ ابتهاج، یدالله رؤیایی،  محمدباقر كلاهى اهرى، تجلیل به عمل آمده‌است. علیرضا طبایی، الیاس علوی، غلامرضا بروسان، حسن همایون،حافظ موسوی، رویا زرین، فریاد شیری و عباس صفاری از برگزیدگان این رقابت ادبی در ادوار مختلف بودند.

## سازوکار رقابت

نمایی از تندیس دهمین دوره جایزه شعر خبرنگاران است. فرم ثابت تندیس جایزه شعر خبرنگاران به همین شکل است و فقط در ادوار مختلف عنوان دوره تغییر می‌کند.

جایزه شعر خبرنگاران هر سال اسفندماه در سه بخش برگزار می‌شود و آثار برگزیده و شایسته تقدیر در حوزه شعر را معرفی می‌کند.
- کتاب سال به مجموعه شعرهای آزاد منتشر شده در ایران اختصاص دارد.
- ویژه به مجموعه شعرهایی منتشر نشده و شرکت کرده در رقابت اختصاص دارد و تمام شاعران فارسی‌زبان از ایران و دیگر کشورهای فارسی‌زبان و ایرانیان مقیم دیگر کشورها می‌توانند در این بخش شرکت کنند.
- تجلیل از یک عمر فعالیت شعری از شاعران پیش‌کسوت و مطرح به خاطر یک عمر فعالیت ادبی تجلیل می‌شود این بخش از جایزه شعر خبرنگاران غیررقابتی و انتخاب و تقدیر از یک عمر فعالیت ادبی، شاعر بر عهده دبیر جایزه و با مشورت و همفکری اعضاء هیئت داوران مرحله نهایی است.

اهداف جایزه
در بیانیه نخستین هیئت داوران جایزه شعر خبرنگاران دربارهٔ اهداف این رقابت آمده‌است: «دست‌اندرکاران آن بر این اندیشه هستند که وجود خلاءهای گوناگون از جمله فقدان نهادهای خودجوش و غیردولتی مانع از آن شده‌است که شعر بتواند به شکل مطلوبی خود را به جامعه عرضه کند. برگزاری جایزه شعر خبرنگاران در حد مقدورات خود سعی دارد با معرفی شاعران و شعرهای برگزیده، جامعه را در جریان شعر امروز قرار دهد.» همچنین محمد هاشم اکبریانی دبیر نخستین دوره این رقابت و بنیانگذار جایزه شعر خبرنگاران در مراسم پایانی نسختین دوره این رقابت دربارهٔ اهداف جایزه گفت: «اواخر تابستان سال ۱۳۸۴ بود، که با همین دوستان جمع شدیم، برای این‌که کمکی کنیم تا شعر از وضعیت کم و بیش راکدی که دارد، بیرون رود.»

## ادوار رقابت

### دورهٔ اول
فراخوان نخستین دوره جایزه شعر خبرنگاران آبان سال ۱۳۸۴ منتشر شد. محمد هاشم اکبریانی دبیر نخستین دوره جایزه شعر خبرنگاران بود. شصت کتاب شعر منتشر شده در سال ۱۳۸۴ در این دوره مورد بررسی قرار گرفتند. در نهایت ده اثر به عنوان نامزد مرحله نهایی معرفی شدند
آثار برگزیده
| سال     | مقام                   | نام کتاب       | نویسنده     | ناشر |
| ------- | ---------------------- | -------------- | ----------- | ---- |
| ۱۳۸۵    |                        |                |             |      |
| برگزیده | یک بسته سیگار در تبعید | غلامرضا بروسان | نشر مروارید |      |
| تقدیر   | ----                   | ----           | ----        |      |

نامزدها
نامزدهای نخستین دوره جایزه شعر خبرنگاران به این شرح معرفی شدند.
- از من فقط النگویی می‌ماند نوشته فرزانه قوامی، نشر آرویج
- امضای تازه می‌خواهد این نام از فریاد شیری، نشر داستان
- این روزهایم گلوست نوشته پگاه احمدی، نشر ثالث
- باغبان جهنم از شمس لنگرودی، نشر آهنگ دیگر
- تا سیدسلیمان از عبدالمجید انصاری‌نسب، نشر رسول
- تبصره از مهرنوش قربانعلی، نشر آرویج
- حبسیه‌های یک ماهی از علیرضا بدیع، نشر فصل پنجم
- منظومه افسانهٔ هو از احمد فریدمند نشر نوید شیراز
- نه چهچهی نه جیک‌جیکی از فهیمه غنی‌نژاد نشر امرود
- یک بسته سیگار در تبعید از غلامرضا بروسان، نشر مروارید
- توضیح محمد شمس لنگرودی در پیامی به قصد حمایت از آثار جوانان از رقابت کناره‌گیری کرد. او از برگزارکنندگان و داوران جایزه به‌منظور فراهم آمدن زمینه برای حضور بیشتر شاعران جوان در عرصهٔ ادبیات، خواست اثرش در مرحلهٔ نهایی جایزه شعر خبرنگاران، داوری نشود.[۱۰]

داوران و اهداء جایزه
هیئت داوران نخستین جایزه شعر خبرنگاران، محمد هاشم اکبریانی، علیرضا بهرامی، سپیده جدیری، حسین عابدی و پوریا گل‌محمدی بودند. جشن اهداء جایزه در کافه کتاب نشر ثالث روز ۱۵ اسفند ماه ۱۳۸۵ برپا شد. در مراسم پایانی این رقابت شمس لنگرودی سخنرانی کرد و همچنین چهرهایی مانند علی‌اصغر رمضانپور، احمد پوری، حافظ موسوی، اسدالله امرایی، فرخنده حاجی‌زاده، شهاب مقربین، یونس تراکمه، علی عبداللهی، رسول یونان و سعید آذین حضور داشتند. همچنین سه تن از نامزدهای این رقابت سروده‌هایشان را خواندند.

### دورهٔ دوم
فراخوان دومین دوره جایزه شعر خبرنگاران اردیبهشت سال ۱۳۸۶ منتشر شد.محمد هاشم اکبریانی دبیر دومین دوره جایزه شعر خبرنگاران بود. در این دوره از رقابت شصت و هفت مجموعه شعر منتشر شده در سال ۱۳۸۵ مورد داوری قرار گرفت.در نهایت یازده اثر به عنوان نامزد مرحله نهایی معرفی شد.
آثار برگزیده
| سال     | مقام                      | نام کتاب      | نویسنده        | ناشر |
| ------- | ------------------------- | ------------- | -------------- | ---- |
| ۱۳۸۵    |                           |               |                |      |
| برگزیده | شاید گناه از عینک من باشد | علیرضا طبایی  | نشر آیینه جنوب |      |
| تقدیر   | تو - کجاست؟               | م. مؤید       | ----           |      |
| تقدیر   | ساعت ۱۰ صبح بود           | احمدرضا احمدی | ----           |      |

نامزدها
نامزدهای دومین دوره جایزه شعر خبرنگاران به این شرح معرفی شدند.
- آن‌سوی نقطه‌چین‌ها… نوشته عمران صلاحی، نشر ثالث
- از ریشه تا زمزمهٔ برگ اثر کامل طالبیان، نشر مان
- بی هیچ ترسی از جاذبهٔ زمین نوشته مهری جعفری، نشر آرویج
- ترنم داوودی سکوت نوشته قربانی ولیئی، نشر نیستان
- تو کجاست؟ اثر م. مؤید، نشر آئینه جنوب
- ردیف کاج‌ها و گربه‌های سفید نوشته وحید شریفیان، نشر آهنگ دیگر
- زن، تاریکی، کلمات نوشته حافظ موسوی، نشر آهنگ دیگر
- جلد اول عشق؛ ژئوسئانس من اثر محمد رمضانی فرخانی نشر قو
- ساعت ۱۰ صبح بود نوشته احمدرضا احمدی، نشر چشمه
- شاید گناه از عینک من باشد اثر علیرضا طبایی، نشر آیینه جنوب
- صوت حلزونی نیستی سمیرا یحیایی. ناشر مؤلف

تجلیل
در دومین دوره جایزه شعر خبرنگاران از عمران صلاحی به پاس تلاش ارزشمندش در گسترش شعر تجلیل شد. از این شاعر و طنزپرداز در سال ۱۳۸۵ کتاب آن‌سوی نقطه‌چین‌ها… منتشر شده بود و در دومین دوره رقابت جایزه شعر خبرنگاران به نامزد این رقابت ادبی شد.
داوران و اهداء جایزه
هیئت داوران دومین دوره جایزه شعر خبرنگاران محمد هاشم اکبریانی، علیرضا بهرامی، علیرضا بهنام، زهیر توکلی و سپیده جدیری به‌عنوان داوران این دوره معرفی شدند. جشن پایانی دومین دوره جایزه شعر خبرنگاران به صورت عمومی برگزار نشد.
جایزه علیرضا طبایی شاعر برگزیده دومین دوره این رقابت در خانه‌اش به او اهدا شد.

### دورهٔ سوم
فراخوان سومین دوره جایزه شعر خبرنگاران شهریور سال ۱۳۸۷ منتشر شد. محمد هاشم اکبریانی دبیر سومین دوره جایزه شعر خبرنگاران بود. در این دوره از رقابت چهل مجموعه شعر منتشر شده در سال ۱۳۸۶ مورد داوری قرار گرفت. در نهایت سه اثر به عنوان نامزد مرحله نهایی معرفی شد.
آثار برگزیده
| سال     | مقام                               | نام کتاب      | نویسنده       | ناشر |
| ------- | ---------------------------------- | ------------- | ------------- | ---- |
| ۱۳۸۵    |                                    |               |               |      |
| برگزیده | من گرگ خیالبافی هستم               | الیاس علوی    | نشر آهنگ دیگر |      |
| تقدیر   | چای در غروب جمعه روی میز سرد می‌شود | احمدرضا احمدی | نشر ثالث      |      |

نامزدها
نامزدهای سومین دوره جایزه شعر خبرنگاران به این شرح معرفی شدند.
- چای در غروب جمعه روی میز سرد می‌شود از احمدرضا احمدی نشر ثالث
- من گرگ خیالبافی هستم از الیاس علوی نشر آهنگ دیگر، چاپ اول به بعد نشر نیماژ
- پاییز تا زانوهایت خواهد رسید از ندا کامیاب نشر ثالث

تجلیل
در سومین دوره جایزه شعر خبرنگاران علاوه احمدرضا احمدی با کتاب چای در غروب جمعه روی میز سرد می‌شود در بخش کتاب سال برگزیده این رقابت تقدیر شد همچنین در بخش دیگر رقابت تجلیل از یک عمر فعالیت شعری نیز از او تقدیر به عمل آمد. در این بخش مسعود کیمیایی، محمدعلی سپانلو، شمس لنگرودی، با همراهی برگزارکنندگان رقابت شعر خبرنگاران با حضور در خانه این شاعر پیشکسوت از تشکر کردند. مسعود کیمیایی دربارهٔ دوست دیرینش گفت: «از سیزده یا چهارده‌سالگی با احمدرضا شعر می‌خواندم و او ما را از کوچه به کافه آورد. ما در اوایل انقلاب، روزگار خوبی با هم داشتیم. به هر جهت، فیلم‌سازی با آن‌که وقت فراوانی می‌گیرد؛ ولی هرگز از احمدرضا دور نشدم.»
در بخشی از بیانیه سومین دوره جایزه شعر خبرنگاران آمده‌است: «این دوره از جایزه ضمن تجلیل و تقدیر از شاعر برجستهٔ شعر معاصر، احمدرضا احمدی، به پاس بیش از چهار دهه حضور فعال در عرصهٔ شعر ایران، خلق آثار تأثیرگذار و نیز ارائهٔ سبک نو، اعلام می‌دارد که با مبنا قرار دادن معیارهایی چون: سادگی زبان و بیان، انسجام فرمی و مفهومی، جزءنگری نسبت به دنیای پیرامون، بهره‌گیری از عناصر امروز، کشف و شهود، و بیان شاعرانهٔ مفاهیم و مصادیق، آثار رسیده را مورد بررسی قرار داده، که از میان آن‌ها، مجموعهٔ «من گرگ خیالبافی هستم» از الیاس علوی به عنوان اثر برگزیده معرفی شد.»
داوران و اهداء جایزه
هیئت داوران سومین دوره جایزه شعر خبرنگاران محمدهاشم اکبریانی، اسدالله امرایی، حسن گوهر پور، یاسین نمک چیان و رسول یونان بودند.
جشن پایانی سومین دوره جایزه شعر خبرنگاران به صورت خصوصی در خانه احمدرضا احمدی برگزار شد. در این مراسم محمدعلی سپانلو، مسعود کیمیایی، محمد شمس لنگرودی، ع. پاشایی، شهرام اقبال‌زاده و علی‌اصغر سیدآبادی حضور داشتند. همچنین اسدالله امرایی، محمد هاشم اکبریانی، حسن گوهر پور و یاسین نمک چیان داوران جایزه شعر خبرنگاران حاضر در مراسم بودند.

### دورهٔ چهارم
فراخوان چهارمین دوره جایزه شعر خبرنگاران مهرماه ۱۳۸۸ منتشر شد. در این دوره بخش ویژه برای بررسی کتاب‌های شعر منتشر نشده شاعران جوان هم به ای رقابت افزوده شد. در فراخوان منتشر شده دربارهٔ اهداف بخش ویژه آمده بود: «چهارمین دوره جایزه شعر خبرنگاران بخش ویژه‌ای را اختصاص داد به شاعرانی که کتاب شعر منتشر نکردند، نظر به ضروری بودن معرفی آثار شاعران جوان به جامعه و تمامی علاقه‌مندان به شعر، از دوره چهارم جایزه شعر خبرنگاران بخش ویژه را ایجاد کرده و به داوری شعرهای این شاعران و معرفی اثر برگزیده اختصاص می‌دهد.» از جمله شرایط شرکت کردن در این بخش فارسی بودن این آثار عنوان شد و همچنین صرفاً به شاعرانی اختصاص دارد که کتاب شعری از آن‌ها منتشر نشده‌است. محمد هاشم اکبریانی دبیر چهارمین دوره این رقابت ادبی بود.
آثار برگزیده
| کتاب سال | مقام                               | نام کتاب   | نویسنده       | ناشر |
| -------- | ---------------------------------- | ---------- | ------------- | ---- |
| ۱۳۸۸     |                                    |            |               |      |
| برگزیده  | خرده‌ریز خاطره‌ها و شعرهای خاورمیانه | حافظ موسوی | نشر آهنگ دیگر |      |

| بخش ویژه | مقام         | شاعر |
| -------- | ------------ | ---- |
| ۱۳۸۸     |              |      |
| برگزیده  | مصطفی غضنفری |      |
| تقدیر    | علی اسداللهی |      |

نامزدها

نمایی از تندیس‌های جایزه شعر خبرنگاران

نامزدهای کتاب سال و بخش ویژه چهارمین دوره جایزه شعر خبرنگاران به این شرح معرفی شدند.
کتاب سال
- اکنون‌های دور از مفتون امینی نشر امرود
- خرده‌ریز خاطره‌ها و شعرهای خاورمیانه نوشته حافظ موسوی نشر آهنگ دیگر
- روباه سفیدی که عاشق موسیقی بود از سارا محمدی اردهالی نشر چشمه
- دروغ‌های مقدس اثر حامد ابراهیم‌پور نشر پرنده

ویژه
- علی اسداللهی، ساره دستاران، مصطفی‌غضنفری

تجلیل
در چهارمین دوره جایزه شعر خبرنگاران مفتون امینی با کتاب اکنون‌های دور در بخش کتاب سال این رقابت تقدیر شد، همچنین در بخش دیگر رقابت تجلیل از یک عمر فعالیت شعری نیز از او تقدیر به عمل آمد. در این بخش محمدعلی سپانلو، دربارهٔ شعرهای مفتون امینی سخن گفت. از طرف جایزه لوح تقدیر یک عمر فعالیت ادبی به این شاعر اهداء شد. محمدعلی سپانلو دربارهٔ مفتون امینی گفت: «مفتون امینی با خاطرات شیرینی که از شهریار تعریف می‌کند، نشان می‌دهد که در مقطعی متأثر از شهریار، یک شاعر کلاسیک‌سرا بوده‌است. در دورهٔ دیگر شاعری‌اش، شاعری نیمایی است و آن چهرهٔ انسانی شاعر را می‌توان در مجموعهٔ «انارستان» دید و در این دورهٔ متأخر نیز با کمی تسامح می‌توان گفت او شاعری سراینده شعر سپید ست و این نشان از حرکت شجاعانهٔ شاعر دارد. اما در هر سه دوره، مفتون امینی، مفتون امینی بوده‌است.»
داوران و اهداء جایزه
هیئت داوران چهارمین دوره جایزه شعر خبرنگاران احمد پوری (داور افتخاری)، محمدهاشم اکبریانی، علیرضا بهرامی، پونه ندایی و آرش شفاعی بودند و آثار را در دو بخش کتاب سال و ویژه داوری کردند.
جشن پایانی چهارمین دوره جایزه شعر خبرنگاران به صورت عمومی در کانون فرهنگی - هنری رنگ‌واژه برگزار شد. در این مراسم محمدعلی سپانلو، جواد مجابی، علیرضا طبایی، احمد پوری و… حضور داشتند. در این جشن پایانی این رویداد از فتح‌الله بی‌نیاز نویسنده و منتقد ادبی و منوچهر حسن‌زاده مدیر نشر مروارید به عنوان حامیان مالی چهارمین دوره جایزه شعر خبرنگاران یاد شد.

### دورهٔ پنجم
فراخوان پنجمین دوره جایزه شعر خبرنگاران مردادماه ۱۳۸۹ منتشر شد. دبیری این دوره نیز مانند ادوار پیشین با محمدهاشم اکبریانی بود. مانند دوره پیش در دو بخش کتاب سال و ویژه فراخوان این رقابت منتشر شد. در این دوره در دو بخش یاد شده مجموعاً یکصد و ده مجموعه شعر در جایزه شعر خبرنگاران شرکت کرد و مورد بررسی داوران قرار گرفت.
آثار برگزیده
| کتاب سال | مقام                            | نام کتاب    | نویسنده | ناشر |
| -------- | ------------------------------- | ----------- | ------- | ---- |
| ۱۳۸۹     |                                 |             |         |      |
| برگزیده  | به دنیا اعتماد کرده‌ام           | نرگس برهمند | --      |      |
| تقدیر    | یکی این همه گل را از دستم بگیرد | جواد کلیدری | --      |      |

| بخش ویژه | مقام                         | شاعر |
| -------- | ---------------------------- | ---- |
| ۱۳۸۹     |                              |      |
| برگزیده  | رضا مرتضوی                   |      |
| تقدیر    | ستار جانعلی‌پور و امان پویامک |      |

نامزدها
نامزدهای کتاب سال و بخش ویژه پنجمین دوره جایزه شعر خبرنگاران به این شرح معرفی شدند. از میان ۶۰ مجموعهٔ منتشرنشده از شاعرانی که تاکنون کتاب به چاپ نرساندند، ۱۳ نفر را به عنوان نامزدهای بخش ویژه معرفی شدند. همچنین از میان ۵۰ مجموعهٔ شعر، ۱۰ کتاب به عنوان نامزد معرفی شد.
کتاب سال
- به دنیا اعتماد کرده‌ام اثر نرگس برهمند نشر شاملو
- ما دانه‌دانه سنگ می‌خوریم اثر کروب رضایی نشر فرهنگ ایلیا
- فراوان کلمه است نوشته آنا شکراللهی نشر نگیما
- خنده در برف اثر عباس صفاری نشر مروارید
- عاشقانه‌های یک زنبور کارگر نوشته جلیل صفربیگی نشر سپید
- صدایم را از پرنده‌های مرده پس بگیر اثر لیلا کردبچه نشر دفتر شعر جوان
- یکی این همه گل را از دستم بگیرد نوشته جواد کلیدری نشر شاملو
- نی‌زن، جذامی و باد نوشته سعدی گل‌بیانی نشر چشمه
- بهار، ادامهٔ پیراهن توست اثر سهیل محمودی نشر ثالث
- تو و جاده همدستید نوشته کیوان مهرگان نشر پایان

ویژه
- رمضان ابری، پاکزاد اجرایی، مهرداد احمدی، امان پویامک و مجیب مهرداد از افغانستان، مریم ترنج، ستار جانعلی‌پور، منیره حسین‌نژاد، لیلا حکمت‌نیا، زینب صابر، حافظ عظیمی، رضا مرتضوی، مریم ورشویی

توضیح عباس صفاری از حضور در این رقابت انصراف داد. این شاعر ایرانی مقیم آمریکا به نفع جوان‌ترها از این رقابت ادبی کناره‌گیری کرد و در پیامی به برگزارکنندگان جشنواره نوشت: «با توجه به مجموعه‌های دیگری که در این لیست قرار گرفته و اکثراً اولین کتاب جوانان مستعد و مشتاقی است که در همین چند سال اخیر به صورت حرفه‌ای وارد دنیای شعر شده‌اند، صلاح نمی‌دانم که کتاب‌شان در عرصهٔ رقابت با «خنده در برف» که نهمین کتاب و ششمین مجموعهٔ شعر من است، قرار بگیرد.»
تجلیل
در پنجمین دوره جایزه شعر خبرنگاران از محمدعلی سپانلو به پاس یک عمر فعالیت ادبی تجلیل به عمل آمد.
- سیمین بهبهانی دربارهٔ محمدعلی سپانلو و اهمیت او در ادبیات مدرن فارسی سخن گفت. او در بخشی از اظهاراتش دربارهٔ دوست دیرین‌اش گفت: «من هیچ‌وقت او را فراموش نمی‌کنم. سپانلو همواره پیشنهادهایی ارزنده برای شعر من داشته و همواره شعرهای من نظرهای او را به همراه داشته‌است. او برادری عزیز برای من است که امیدوارم مردم قدرش را بدانند که می‌دانند.»
- محمود دولت‌آبادی دربارهٔ محمدعلی سپانلو گفت: «من و سپانلو تقریباً هم‌سن و سال هستیم و هنگامی که نیاز داشتم کسی به من بگوید «تو که هستی» این شخص، سپانلو بود و کسی از پیشکسوت‌های ما نبود. برای من همان موقع هم جالب بود که او شاعر است، اما به ادبیات داستانی و همهٔ کارهای این حوزه توجه دارد. سپانلو پیشینیان ما را هم به‌نحو شایسته‌ای معرفی کرده‌است؛ بنابراین می‌خواهم به معنای قبلی کلمه بگویم سپانلو یک حضور ۵۰ ساله در همهٔ عرصه‌های ادبی ما بوده، چه ادبیات قدیم و چه ادبیات جدید و آنچه همگان انجام می‌دهند، از نگاه آرام او دور نمانده‌است.»
- شمس لنگرودی هم در سخنانی دربارهٔ این شاعر گفت: «اگر محمدعلی سپانلو در کشوری پیشرفته و کتاب‌خوان همین سپانلو می‌شد که اکنون می‌بینیم حالا از او مجسمه‌ها ساخته بودند. او در محافل ادبی فرانسه یکی از شاعران شناخته‌شده و موجه شعر ایران است و بدین اعتبار جوایزی تاکنون به او اهدا شده‌است از جمله آن جایزه ماکس ژاکوب است که از جوایز معتبر در فرانسه و اروپا است و این همه جدا از جایزه شوالیه است که دولت فرانسه هر ساله به یک شخصیت هنری اهدا می‌کند که از جملهٔ آنان محمدعلی سپانلو است. هفتم و نکتهٔ آخر آن‌که سپانلو به لحاظ شخصیتی یکی از مستغنی‌ترین شاعران ماست. او به‌رغم این‌که مشکلاتی بسیاری طی سال‌های اخیر در زندگی‌اش داشته، هرگز طلب یاری از هیچ ناخلفی نکرده‌است.»[۳۸]

داوران و اهداء جایزه
هیئت داوران پنجمین دوره جایزه شعر خبرنگاران سوری احمدلو، محمدهاشم اکبریانی، علیرضا بهرامی، محسن فرجی و یاسین نمک چیان داوران بخش کتاب و مانا آقایی، محمدهاشم اکبریانی، علیرضا بهنام، سهراب رحیمی و الیاس علوی داوران بخش ویژه را تشکیل می‌دهند.
جشن پایانی پنجمین دوره جایزه شعر خبرنگاران در کتاب‌فروشی نشر کتاب روشن به‌شکل خصوصی برگزار شد.

### دورهٔ ششم
فراخوان دوره ششم جایزه شعر خبرنگاران مردادماه ۱۳۹۰ منتشر شد. در این دوره نیز دبیر جایزه شعر خبرنگاران محمدهاشم اکبریانی بود.
آثار برگزیده
| کتاب سال | مقام                 | نام کتاب  | نویسنده   | ناشر |
| -------- | -------------------- | --------- | --------- | ---- |
| ۱۳۹۰     |                      |           |           |      |
| برگزیده  | شیوه‌های دلپذیر آوریل | رؤیا زرین | آهنگ دیگر |      |

| بخش ویژه | مقام                        | شاعر |
| -------- | --------------------------- | ---- |
| ۱۳۹۰     |                             |      |
| برگزیده  | داوود خان‌احمدی              |      |
| تقدیر    | مهسا زهیری و سپیده خمسه‌نژاد |      |

نامزدها
نامزدهای کتاب سال و بخش ویژه ششمین دوره جایزه شعر خبرنگاران به این شرح معرفی شدند.
کتاب سال
- ملخ‌های حاصل‌خیز نوشته اکبر اکسیر نشر مروارید
- به رنگ نارنگی اثر سیامک بهرام‌پرور نشر هنر و رسانه اردیبهشت
- مردن به زبان مادری اثر روجا چمنکار نشر چشمه
- شیوه‌های دلپذیر آوریل نوشته رؤیا زرین نشر آهنگ دیگر

ویژه
- داوود خان‌احمدی، سپیده خمسه‌نژاد، صالح دروند، مهسا زهیری ، داوود مالکی، زیتا ملکی

تجلیل
در ششمین دوره جایزه شعر خبرنگاران به پاس یک عمر فعالیت ادبی از جواد مجابی تقدیر به عمل آمد. محمود دولت‌آبادی دربارهٔ جواد مجابی گفت: «کارهایی که جواد مجابی انجام داده، نشان‌دهنده این است که او نمی‌خواهد به هیچ وجه به شرایط تمکین کند و با این آثار می‌خواهد از لحظه‌ای به لحظه‌ای عبور کند.»
داوران و اهداء جایزه
هیئت داوران بخش ویژه ششمین دوره جایزه شعر خبرنگاران عبارت بودند از محمدهاشم اکبریانی، محسن بوالحسنی، پوریا سوری، علیرضا عباسی و محسن فرجی همچنین داوری بخش کتاب سال این رقابت ادبی را علیرضا بهرامی، ساره دستاران، یاسین نمک چیان، لادن نیکنام و محمد ولی‌زاده به عهده داشتند. جشن پایانی ششمین دوره جایزه شعر خبرنگاران هیجدهم اسفند ۱۳۹۰ در کتابفروشی روشن به صورت عمومی برگزار شد. در این مراسم علاوه بر نامزدهای رقابت و برگزارکنندگان این رویداد، جواد مجابی، محمود دولت‌آبادی، حضور داشتند و از فرهاد عابدینی شاعر، علیرضا رئیس‌دانا مدیر نشر نگاه، یحیی ساسانی مدیر نشر افکار و همچنین نشر کتاب روشن به مدیریت هرمز همایون‌پور و نشر آرادمان به عنوان حامیان این دوره از رقابت شعر خبرنگاران یادشد. جواد مجابی نیز در سخنانی در این مراسم گفت: «در مملکتی که شاعران بزرگی داریم، عنوان شاعر احترام‌انگیز و مهم است و من خودم را منتسب به شاعری می‌دانم. ما به ساقه برومند شعر ایران جوانه‌هایی هستیم و همین برای من افتخاری است.»

### دورهٔ هفتم
فراخوان هفتمین دوره جایزه شعر خبرنگاران شهریور ۱۳۹۱ منتشر شد. محمد هاشم اکبریانی بنیانگذار و دبیر شش دوره جایزه شعر خبرنگاران از این رقابت کناره‌گیری کرد و علیرضا بهرامی از دوره هفتم تا دوره چهاردهم دبیر و داور این رقابت ادبی است. در این دوره از رقابت در بخش ویژه ۵۶ شاعر مجموعه شعرهای منتشر نشده را در جایزه شعر خبرنگاران شرکت دادند.
آثار برگزیده
| کتاب سال | مقام   | نام کتاب         | نویسنده | ناشر |
| -------- | ------ | ---------------- | ------- | ---- |
| ۱۳۹۱     |        |                  |         |      |
| برگزیده  | پتک    | بکتاش آبتین      | --      |      |
| تقدیر    | حفره‌ها | گروس عبدالملکیان | --      |      |

| بخش ویژه | مقام                                  | شاعر |
| -------- | ------------------------------------- | ---- |
| ۱۳۹۱     |                                       |      |
| برگزیده  | ابراهیم عادل‌نیا                       |      |
| مقام دوم | فریبا شادلو و هادی هزاره و حسن همایون |      |

نامزدها
نامزدهای کتاب سال و بخش ویژه هفتمین دوره جایزه شعر خبرنگاران به این شرح معرفی شدند.
کتاب سال
- پُتک نوشته بکتاش آبتین نشر چشمه
- این ساعت شنی که به خواب رفته‌است… نوشته رُزا جمالی، نشر چشمه
- پروانه‌ای از متن خارج می‌شود اثر علیرضا عباسی نشر آهنگ دیگر
- حفره‌ها نوشته گروس عبدالملکیان، نشر چشمه
- برگ‌های بی‌عشوهٔ ختمی اثر سعدی گل‌بیانی نشر چشمه
- اینجا هیچ خیابانی بی‌طرف نیست نوشته پوریا گل‌محمدی نشر آوای کلا
- برای سنگ‌ها اثر سارا محمدی اردهالی نشر چشمه
- دلقک‌ها گریه می‌کنند نوشته علیرضا نوری نشر آهنگ دیگر
- سیب قهوه‌ای اثر مجید یاری نشر بوتیمار

ویژه
فریبا شادلو، ابراهیم عادل‌نیا، شیوا قدیری، داوود مالکی، احمدعلی نامداریان، هادی هزاره از کابل و حسن همایون.
تجلیل

بزرگداشت از خانم بهبهانی، تجلیل از شعر است و شعر با وجود پیشرفت هنرهای دیگر هنوز برای ما ایرانیان گویاترین آیینهٔ احساس است. این موضوع حتی شاید جای تأسف داشته باشد؛ چراکه در جوامع مدرن عکس این موضوع اتفاق می‌افتد. خانم بهبهانی به‌نوعی عصاره شعر و دنبالهٔ سنت شعر فارسی هستند. شعر ایشان تاریخ‌نگاری روح جمعی ما ایرانیان است. نیما دربارهٔ شعر حافظ گفته‌است: «شعر حافظ موسیقی روح ایرانی است»، شعر خانم بهبهانی هم با روح و روان و اتفاق‌های اجتماعی ما تنظیم شده‌است و این دلیل مقبولیت ایشان است. در غزل‌های ایشان تنوع مضمون و تکثر موضوعی دیده می‌شود. اساساً غزل برای چنین ظرفیت‌هایی ساخته نشده‌است و ایشان این ظرفیت‌ها را ایجاد کردند. علی‌محمد حق‌شناس، که خدایش بیامرزد، دربارهٔ ایشان گفتند: نیمای غزل؛ سیمین

در هفتمین دوره جایزه شعر خبرنگاران از سیمین بهبهانی به پاس یک عمر فعالیت ادبی تجلیل شد. در بزرگداشت این شاعر شاعران متعددی سخن گفتند.
- حافظ موسوی گفت: «بزرگداشت از خانم بهبهانی، تجلیل از شعر است و شعر با وجود پیشرفت هنرهای دیگر هنوز برای ما ایرانیان گویاترین آیینهٔ احساس است. این موضوع حتی شاید جای تأسف داشته باشد؛ چراکه در جوامع مدرن عکس این موضوع اتفاق می‌افتد. خانم بهبهانی به‌نوعی عصاره شعر و دنبالهٔ سنت شعر فارسی هستند. شعر ایشان تاریخ‌نگاری روح جمعی ما ایرانیان است. نیما دربارهٔ شعر حافظ گفته‌است: «شعر حافظ موسیقی روح ایرانی است»، شعر خانم بهبهانی هم با روح و روان و اتفاق‌های اجتماعی ما تنظیم شده‌است و این دلیل مقبولیت ایشان است. در غزل‌های ایشان تنوع مضمون و تکثر موضوعی دیده می‌شود. اساساً غزل برای چنین ظرفیت‌هایی ساخته نشده‌است و ایشان این ظرفیت‌ها را ایجاد کردند. یکی دیگر از امتیازهای کار خانم بهبهانی این است که در شعرشان استعاره‌های کهن را به کار نمی‌برند. علی‌محمد حق‌شناس، که خدایش بیامرزد، دربارهٔ ایشان گفتند: نیمای غزل؛ سیمین».
- جواد مجابی گفت: «وجهی از شخصیت خانم بهبهانی، شهروند تاریخی بودن ایشان است. او به‌خوبی توانسته حلقهٔ ادامه دهنده شعر ایران تا زمان ما باشد. خانم بهبهانی علاوه بر این‌که در زمینهٔ وزن غزل کوشیده‌اند، اوزان تازه‌ای را به شعر ایران وارد کرده‌اند، غزل را از نهانگاه تاریخی بیرون آورده‌اند و با اندیشه‌ها و تخیلی که به آن وارد کردند، توانستند غزل را به عنوان قالبی زنده در افکار عمومی مردم ایران جا بیندازند. غزل در حال به پایان رسیدن بود و به اهتمام کوشش عده‌ای از جمله خانم بهبهانی و آقای سایه بود که ما امروز می‌بینیم غزل یکی از قالب‌های زنده است. خانم بهبهانی یک سنت دیرپا را در شعر ایران ادامه داده و آن از دل و جان عاشق بودن است. در دوره‌ای که نفرت‌ها و خصومت‌ها در جوامع وجود دارد، عاشق مردمان و بهروزی مردمان بودن، اهمیت بسیاری دارد. منظور من از عشق، هم معنای متافیزیکی عشق، هم معنای جسمی و هم جنبه‌های ملی عشق است. ما بدون عشق نمی‌توانیم از پستی‌ها نجات پیدا کنیم.»

داوران و اهداء جایزه
هیئت داوران دوره هفتم در بخش کتاب سال  پوریا سوری، آرش شفاعی، پونه ندایی و رسول یونان بودند. همچنین در بخش ویژه نیز اسدالله امرایی، ساره دستاران و یاسین نمک چیان عهده‌دار داوری این رقابت بودند.
مراسم پایانی دوره هفتم این رقابت در این مراسم عصر جمعه ۲۶ اسفندماه ۱۳۹۱ با حضور حدود ۱۰۰ نفر از شاعران و اهل رسانه و قلم در سرای کاووسیه برگزار شد. محمود معتقدی، علیرضا طبایی، شهاب مقربین، هرمز همایون‌پور، علی بهبهانی، علیرضا مجابی، حامد ابراهیم پور، هادی خوانساری، صابر قدیمی، بهاءالدین مرشدی، حبیب محمدزاده، هادی خورشاهیان، لیلا عباسعلی‌زاده و … در این مراسم حضور داشتند.

### دورهٔ هشتم
فراخوان هشتمین دوره جایزه شعر خبرنگاران مهرماه ۱۳۹۲ منتشر شد. و در این دوره یکبار مهلت ارسال آثار هم تمدید شد. در این دوره بر خلاف ادوار پیشین که مراسم پایانی در زمستان همان سال انتشار فراخوان برگزار می‌شد، جشن پایانی در تیرماه سال ۱۳۹۳ برگزار شد.
آثار برگزیده
| کتاب سال | مقام                          | نام کتاب        | نویسنده | ناشر |
| -------- | ----------------------------- | --------------- | ------- | ---- |
| ۱۳۹۲     |                               |                 |         |      |
| برگزیده  | و تن‌فروشی نیست                | فریاد شیری      | --      |      |
| تقدیر    | اتاق پرو                      | مهدی اشرافی     | --      |      |
| تقدیر    | نگذار نقشه‌ها وطنم را عوض کنند | حامد ابراهیم‌پور | --      |      |

| بخش ویژه | مقام             | شاعر |
| -------- | ---------------- | ---- |
| ۱۳۹۲     |                  |      |
| برگزیده  | محمد شهبازی پویا |      |
| تقدیر    | ----             |      |

نامزدها
نامزدهای کتاب سال و بخش ویژه هشتمین دوره جایزه شعر خبرنگاران به این شرح معرفی شدند.
کتاب سال
- آلن دلون لاغر می‌شد و کتک می‌خورد نوشته حامد ابراهیم‌پور نشر فصل پنجم
- نگذار نقشه‌ها وطنم را عوض کنند اثر حامد ابراهیم‌پور نشر فصل پنجم
- اتاق پرو نوشته مهدی اشرفی، نشر چشمه
- من و خواهرم اثر کتایون ریز خراتی نشر چشمه
- و تن‌فروشی نیست نوشته فریاد شیری نشر نگاه
- آوازهای زنی که از گرامافون می‌آمد اثر سیدمرتضی نجاتی نشر چشمه

ویژه
- محمد شهبازی پویا، جواد فراهانی و لیلا نوروزی

تجلیل

رؤیایی می‌خواست به نهان‌ترین حرکت کلمات برسد، کلمه برایش و جسمیت داشت و از ترکیب کلمات به شیوه کلاژ، مونتاژ و تکه‌چسبانی استفاده می‌کرد و با مهارت دقیق و حساب‌شده سعی می‌کرد بتواند به یک نوع موسیقی زبانی برسد که در عین حال حاوی مطلبی هم هست. چیزی که به رؤیایی کمک کرد به این ایده برسد، متون عرفانی بود. او با خواندن متون عرفانی توانست تجربیات مولوی و روحیات قبل از او را بگیرد و از عادی بودن بگذرد. او با این جریان از اعتیاد، شعر گفتن برای عامه، لوس بودن و ننر بودن و همچنین حکومتی بودن رَست.

در هشتمین دوره جایزه شعر خبرنگاران در بخش یک عمر فعالیت ادبی از یدالله رؤیایی تجلیل به عمل آمد. جواد مجابی در سخنانی دربارهٔ یدالله رؤیایی گفت: «رؤیایی می‌خواست به نهان‌ترین حرکت کلمات برسد، کلمه برایش و جسمیت داشت و از ترکیب کلمات به شیوه کلاژ، مونتاژ و تکه‌چسبانی استفاده می‌کرد و با مهارت دقیق و حساب‌شده سعی می‌کرد بتواند به یک نوع موسیقی زبانی برسد که در عین حال حاوی مطلبی هم هست. چیزی که به رؤیایی کمک کرد به این ایده برسد، متون عرفانی بود. او با خواندن متون عرفانی توانست تجربیات مولوی و روحیات قبل از او را بگیرد و از عادی بودن بگذرد. او با این جریان از اعتیاد، شعر گفتن برای عامه، لوس بودن و ننر بودن و همچنین حکومتی بودن رَست. اما از مجموعه اول، دومش به بعد، تعدادی از خوانندگانش را از دست داد؛ ولی از دهه هفتاد با اقبالی دوباره مواجه شد و بسیاری به شیوه او شعر گفتند که اینان قربانیان رؤیایی بودند. چون آن‌ها نمی‌دانستند رؤیایی برای رسیدن به آن نوع شعر چه کوششی کرده بود. شاید در ظاهر این شعر ساده باشد، اما تنها یک استاد از پس آن برمی‌آید و رؤیایی به خوبی توانسته از پس این شعر برآید و با یک زندگی پارسایانه پیش رفته و یک جا متوقف نمانده‌است.»
داوران و اهداء جایزه
هیئت داوران هشتمین دوره جایزه شعر خبرنگاران در بخش ویژه  ساره دستاران و محمدحسین معدل معرفی شدند. همچنین در بخش کتاب سال داوران به این شرح معرفی شدند؛ اسدالله امرایی،  یاسین نمک چیان و محمد ولی‌زاده، محمود معتقدی
جشن پایانی هشتمین دوره جایزه شعر خبرنگاران جمعه ششم تیرماه سال ۱۳۹۳ به صورت عمومی در مرکز ساماندهی فعالیت‌های سازمان‌های مردم‌نهاد شهر تهران برگزار شد. در این مراسم شاعران و نویسندگان و روزنامه‌نگاران محمدهاشم اکبریانی، رسول یونان، رضا حیرانی، سعید بیابانکی، پونه ندایی، بهاره رضایی، صابر کاکایی، جواد ماه‌زاده، پوریا گل‌محمدی، مهدی وزیربانی، مصطفی غضنفری، امید فرج‌اللهی، امید بیگدلی، امیر بختیاری، کمال صادقی، محمد آسیابانی، اسماعیل بختیاری و مرتضی درخشان حضور داشتند.
- یدالله رؤیایی در پیام ارسالی به این رقابت ادبی برای تجلیل از یک عمر فعالیت ادیی گفته بود: «آنچه شما را به من می‌رساند، آنچه ما را این‌جا به هم می‌رساند، همان چیزی است که در تربیت ما وجه مشترک ماست و آن حضور زبان است در ما و در تربیت ما. ما شاعران به واژه‌ها زندگی می‌دهیم، و شما با زندگی واژه‌ها زندگی می‌کنید و در این زندگی سهم شما از زبان، سهم زبان از شماست: کار با کلمه. کار شما رفتار شماست، و در این رفتار، راز عجیبی است و خوشحالم که در این راز با شما می‌مانم. غبن من تنها این است که در میان شما نیستم.»[۶۴][۶۵]

### دورهٔ نهم
فراخوان نهمین دوره جایزه شعر خبرنگاران شهریور ۱۳۹۳ منتشر شد. در این دوره دبیرخانه جایزه کتاب سال شعر - «خبرنگاران»، از شاعران فارسی‌زبان تاجیکستان دعوت کرد که در بخش ویژه نهمین دوره این جایزه شرکت کنند.
آثار برگزیده
| کتاب سال | مقام                          | نام کتاب        | نویسنده | ناشر |
| -------- | ----------------------------- | --------------- | ------- | ---- |
| ۱۳۹۳     |                               |                 |         |      |
| برگزیده  | براندویی که عرق‌گیر خیس پوشیده | حامد ابراهیم‌پور | --      |      |
| تقدیر    | در آب‌هادری باز شد             | غلامرضا بروسان  | --      |      |

| بخش ویژه | مقام                                       | شاعر |
| -------- | ------------------------------------------ | ---- |
| ۱۳۹۳     |                                            |      |
| برگزیده  | محمد علی‌نوری                               |      |
| تقدیر    | مهدی اکبری‌فر و ابوطالب شیرین و حکیم علی‌پور |      |

نامزدها
نامزدهای کتاب سال و بخش ویژه نهمین دوره جایزه شعر خبرنگاران به این شرح معرفی شدند.
کتاب سال
- براندویی که عرق‌گیر خیس پوشیده نوشتهٰ حامد ابراهیم‌پور نشر فصل پنجم
- در آب‌ها دری باز شد اثر غلامرضا بروسان، نشر مروارید
- گریز از مرکز نوشته لیلا صادقی نشر مروارید
- کسی به در کوبید اثر شهاب مقربین نشر مروارید

ویژه
مهدی اکبری‌فرد، هما دانشمند رخی، ابوطالب شیرین، حکیم علی‌پور و داوود مالکی از ایران، و حکیم علی‌پور و مصطفی هزاره از افغانستان و نورعلی نورزاد از تاجیکستان
تجلیل
جایزه یک تقدیر از یک عمر فعالیت ادبی نهمین دوره این رقابت به هوشنگ ابتهاج رسید. او به دلیل کسالت در این مراسم حضور نداشت و تنی چند از چهره‌های ادبی در بزرگداشت او سخن گفتند.

در طول چهل و اندی سال دوستی از نزدیک و خوشبختانه بسیار نزدیک، هرگز ندیدم که او هنرمند راستینی، از مردم زمانه ما را به چشم انکار نگریسته باشد. در میان صدها دلیلی که به عظمت او می‌توان اقامه کرد، همین یک دلیل بس که او بر چکاد بلندی ایستاده که نیازی به انکار دیگران ندارد و این موهبتی است الهی. متجاوز از نیم قرن است که نسل‌های پی در پی عاشقان شعر فارسی حافظه‌های‌شان را از شعر سایه سرشار کردند.

- محمدرضا شفیعی کدکنی دربارهٔ هوشنگ ابتهاج گفت: «در طول چهل و اندی سال دوستی از نزدیک و خوشبختانه بسیار نزدیک، هرگز ندیدم که او هنرمند راستینی، از مردم زمانه ما را به چشم انکار نگریسته باشد. در میان صدها دلیلی که به عظمت او می‌توان اقامه کرد، همین یک دلیل بس که او بر چکاد بلندی ایستاده که نیازی به انکار دیگران ندارد و این موهبتی است الهی. باز هم از همان فرمول خودم استفاده می‌کنم و می‌گویم، متجاوز از نیم قرن است که نسل‌های پی در پی عاشقان شعر فارسی حافظه‌های‌شان را از شعر سایه سرشار کرده‌اند. امروز اگر آماری از حافظه‌های فرهیخته شعردوست در سراسر قلمرو زبان فارسی گرفته شود، شعر هیچ‌یک از معاصران زنده نمی‌تواند با شعر سایه رقابت کند. بسیاری از مصرع‌های شعر او در حکم امثال سایره درآمده است و گاه گاه در زندگی بدان تمثل می‌شود.»
- میلاد عظیمی نیز در این باره گفت: «ابتهاج برای شعر حرمت بسیاری قایل است. مردی به آسان‌گیری و پشت گوش‌اندازی او، وقتی به کار و بار شعر می‌رسد بسیار سخت‌گیر می‌شود. بر مبنای معیارهایی که برای شعر دارد، مدام شعرش را نقد و اصلاح می‌کند. صبر غریبی در نگه‌داشتن و اصلاح شعر خود دارد. شاید این سجیه سایه، در روزگار شتابناک ما که جوانان شوق و ولع فراوان برای انتشار فوری شعرهای‌شان در فضاهای مجازی دارند و به خود فرصت بازبینی و تکمیل و اصلاح شعرشان را نمی‌دهند، قابل تأمل و بررسی باشد. جانِ سخن و اعتقاد نهایی سایه این است که شعر اتفاقی است که در ساحت زبان رخ می‌دهد و زبان نیز بخش معتنابهش آموختنی است. در نتیجه مطالعه و ژرف‌نگری در میراث شعر فارسی را لازمه قطعی شاعری و فرصتی برای تعالی و تکامل شعر هر شاعر می‌داند. در حیطه معنا و محتوای شعری هم باید گفت که سایه شاعری است که آرمان دارد؛ هم آرمان شخصی و هم آرمان اجتماعی.»

داوران و اهداء جایزه
هیئت داوران نهمین دوره جایزه شعر خبرنگاران در بخش کتاب  حسن گوهر پور، محمدحسین مدل، پونه ندایی و محمد ولی‌زاده بودند. همچنین در بخش ویژه نیز  افشین شاهرودی و یاسین نمک چیان داوری این رقابت را بر عهده داشتند.
جشن پایانی نهمین دوره جایزه شعر خبرنگاران به صورت عمومی دوشنبه ۲۵ اسفندماه سال ۱۳۹۳ در بنیاد موقوفات افشار (کانون زبان پارسی) با معرفی برگزیدگان برگزار شد.

### دورهٔ دهم
فراخوان دهمین دوره جایزه شعر خبرنگاران شهریورماه ۱۳۹۴ منتشر شد.
آثار برگزیده
| کتاب سال | مقام           | نام کتاب    | نویسنده     | ناشر |
| -------- | -------------- | ----------- | ----------- | ---- |
| ۱۳۹۴     |                |             |             |      |
| برگزیده  | مثل جوهر در آب | عباس صفاری  | نشر مروارید |      |
| تقدیر    | غم زیستی       | لیلا کردبچه | --          |      |

| بخش ویژه | مقام                       | شاعر |
| -------- | -------------------------- | ---- |
| ۱۳۹۴     |                            |      |
| برگزیده  | تارا محمدصالحی ب           |      |
| تقدیر    | حمیده غلامی و ساجد فضل‌زاده |      |

نامزدها
نامزدهای کتاب سال و بخش ویژه دهمین دوره جایزه شعر خبرنگاران به این شرح معرفی شدند.
کتاب سال
- زمستان بلاتکلیف ما اثر محمدعلی سپانلو نشر چشمه
- منظومه بازگشت و اشعار دیگر نوشته محمد شمس لنگرودی نشر چشمه
- مثل جوهر در آب اثر عباس صفاری نشر مروارید
- خدایا مرا ببخش، حالا نه نوشته علی عبدالرضایی نشر چشمه
- پذیرفتن اثر گروس عبدالملکیان نشر چشمه
- نیمرخ آهو اثر هرمز علی‌پور نشر مروارید
- غم زیستی اثر لیلا کردبچه نشر فصل پنجم

ویژه
- ارسلان باقری، امیر بختیاری، محمد عسکری ساج، حمیده غلامی، ساجد فضل‌زاده و تارا محمدصالحی.

تجلیل
در دهمین دوره جایزه شعر خبرنگاران از علی باباچاهی به پاس یک عمر فعالیت ادبی تجلیل به عمل آمد. در بزرگداشت او محمد هاشم اکبریانی سخن گفت و دربارهٔ این شاعر توضیح داد: «شعر غیرنیمایی که امروز باباچاهی نمایندهٔ آن است، توانسته ظرفیت‌هایی را به شعر امروز ایران اضافه کند و از این بابت، موفق بوده‌است. او نمایندهٔ امروز شاعر غیرنیمایی است که توانسته ظرفیت‌های زبانی شعر امروز ما را افزون کند. حتم دارم تا یکی دو دههٔ آینده به این نوع شعر اقبال عمومی نخواهد شد اما حتم دارم این شعر باعث می‌شود هم در زبان وهم مفاهیم و نوع نگاه به هستی، به ظرفیت شعر ایران افزوده شود.»
داوران و اهداء جایزه
هیئت داوران دهمین دوره جایزه شعر خبرنگاران در بخش کتاب افشین شاهرودی، حسن گوهرپور، پونه ندایی و یاسین نمکچیان بودند و همچنین داوری بخش ویژه این دوره از رقابت بر عهده  یزدان سلحشور و عبدالجواد موسوی بود.
جشن پایانی دهمین دوره جایزه شعر خبرنگاران به صورت عمومی در کانون ادبیات فارسی برگزار شد. در این مراسم عباس صفاری شاعر ایرانی مقیم آمریکا که برگزیده رقابت بود در یادداشتی عنوان داشت: «شاعری که سر و کارش با زبان است، به‌مرور و چه بسا ناخودآگاه، دیواری به دور خود می‌کشد از جنس همان زبان؛ دیواری شیشه‌ای و «» که هرچه ضخیم‌تر می‌شود، شفاف‌تر شده، عمق و گسترهٔ بیشتری از هستی را در برابر او می‌گشاید. دیگر فرقی نمی‌کند ساکن و باشندهٔ این پناهگاه شیشه‌ای، مقیم کرمان و کاشان باشد یا کالیفرنیا و آلمان. من طی سی و چند سال گذشته یکی از باشندگان چنین پناهگاهی بوده‌ام که هر چه را از ورای آن دیده یا حس و اندیشه کرده‌ام، سر و سامان داده، در حکم «نامه‌هایی به خانه پدری» آن‌ها را به پست سپرده‌ام. انتشار آن‌ها چه در ایران و چه خارج از مرز، برای من نه فقط در حکم برداشتن باری از دوش، بلکه اسباب رهائی‌ام از رخوت و روزمرگی و غیاب‌های هراس‌انگیزی بوده‌است که جز دامن زدن به «غم غربت» و همرنگ زمانه شدن، ثمرهٔ دیگری نمی‌توانستند داشته باشند. طی این سال‌ها حس این‌که این اعتراف «نامه‌ها» به‌دست گیرندگانی رسیده‌است که با دقت و علاقه آن‌ها را خوانده‌اند، خستگی این شنای خلاف جهت را از تن و روان من به‌در برده‌است. اما تعلق گرفتن جایزه معتبری به آن در شرایطی که نامزدهای دیگر جایزه یا از چهره‌های درخشان و ماندگار شعر معاصر هستند یا از چهره‌هایی که بی‌تردید قافله‌سالارهای این کاروان هزارساله در آینده‌ای نه چندان دور خواهند بود، بیش از توقع و انتظار من است. حق و حقیقت این است که این جایزه به تمام نامزدهای خلاق آن تعلق دارد؛ به ویژه به سپانلوی عزیزم که می‌دانم جسارت گرفتن آن را در حضور نام بزرگوارش بر من خواهد بخشید.»

### دوره یازدهم
فراخوان یازدهمین دوره جایزه شعر خبرنگاران مهرماه ۱۳۹۵ منتشر شد و یک بار در نیمه آبان‌ماه مهلت ارسال آثار به این رقابت ادبی تمدید شد. در این دوره از رقابت کتاب‌های «اقیانوس آرام» اثر علیرضا بهرامی نشر مروارید) و «عشق و جنگ» نوشته افشین شاهرودی نشر بامداد نو با وجود انتشار در سال ۱۳۹۴، به‌دلیل حضور شاعران آن‌ها در کسوت داوری و دبیری جایزه، از چرخهٔ داوری کنار گذاشته شدند.
آثار برگزیده
| کتاب سال | مقام                    | نام کتاب      | نویسنده  | ناشر |
| -------- | ----------------------- | ------------- | -------- | ---- |
| ۱۳۹۵     |                         |               |          |      |
| برگزیده  | اسب را نمیه دیگرت برمان | عطیه عطارزاده | نشر چشمه |      |
| تقدیر    | ــ                      | ــ            | ــ       |      |

| بخش ویژه | مقام                        | شاعر |
| -------- | --------------------------- | ---- |
| ۱۳۹۵     |                             |      |
| برگزیده  | آریس پراچا                  |      |
| تقدیر    | بهنام مؤمنی و سعید پور یوسف |      |

نامزدها
نامزدهای کتاب سال و بخش ویژه یازدهمین دوره جایزه شعر خبرنگاران به این شرح معرفی شدند.
کتاب سال
- روبان قرمز و کتاب زنی در کنار ویترین‌ها اثر احمدرضا احمدی نشر چشمه
- از نامت چند حرف کبود به دهانمان پس دادند اثر روزبه سوهانی نشر مروارید
- جزا اثر محمد صابر شریفی نشر فصل پنجم
- زندگی خانه‌ای اجاره‌ای ست اثر علیرضا طالبی‌پور نشر بوتیمار
- اسب را در نیمهٔ دیگرت برمان نوشته عطیه عطارزاده نشر چشمه
- لشکر شکست‌خوردهٔ کلمات اثر آیدا عمیدی نشر مروارید
- کاترینا توفان مورد علاقهٔ من است نوشته فرزانه قوامی نشر چشمه
- جزیره ۶۳ متری اثر عبد الصابر کاکایی نشر نیماژ
- در این اتاق‌ها نوشته جواد مجابی نشر چشمه

ویژه
- سهیلا اظهری، امیر بختیاری، ونوس بیات، آریس پراچا، سعید پور یوسف، صادق تابان، مصطفی توفیقی، مانی چهکندی‌نژاد، بهنام مؤمنی، مرضیه معصومی، آرزو نوری و امین یوسفی.

تجلیل
در یازدهمین دوره جایزه شعر خبرنگاران از از ضیاء موحد تجلیل به عمل آمد و علی عبداللهی شاعر و مترجم دربارهٔ این شاعر گفت: «موحد جزو شاعرانی است که فقط به شاعران مربوط نیست. او طبق سنت قدیمی شاعران که حکیم بودند، از دانش فلسفه و منطق هم بهره‌مند است. من دربارهٔ فلسفه و منطق صلاحیت ندارم صحبت کنم. حوزه‌هایی که آقای ضیاء موحد در آن مقالات و ترجمه‌های زیادی دارند. آنچه در شعر موحد برایم جلب توجه می‌کند، شفافیت زبانی است. ضیاء موحد زبان شفافی دارد. در شعرش ادا و اصول ندارد. زبانش پاکیزه و درست و درمان است. شعر او دارای اضافات نیست. شاید این‌ها را برخی بدیهیات بدانند، ولی این‌گونه نیست. در شعر ضیاء موحد شاعر و منطق‌دان با هم درگیر هستند اما این درگیری به خروج یکدیگر نمی‌انجامد، بلکه با هم پیش می‌روند و شعری را به وجود می‌آورد که در آن خیال و فکر و عناصر طبیعت به یک توازن می‌رسد و این اتفاق برای شعر هر شاعری رخ نمی‌دهد. هماهنگی بین فکر و احساس و منطق فقط از کسی برمی‌آید که با آنها آشنایی داشته باشد و فرهنگ جهانی را بشناسد. ضیاء موحد در عین این که به بیرون از جهان خودش احاطه دارد، نوعی سلوک زبانی و شعری در خود دارد و این روند را می‌شود از اولین شعر تا آخرین شعرهای او پیگیری کرد.»
داوران و اهداء جایزه
هیئت داوران یازدهمین دوره جایزه شعر خبرنگاران در بخش کتاب و همچنین بخش ویژه بر عهده  افشین شاهرودی، پوریا سوری، آرش شفاعی، حسن گوهرپور و یاسین نمکچیان بود.
جشن پایانی یازدهمین دوره جایزه شعر خبرنگاران به صورت عمومی ۲۰ اسفند ۱۳۹۵ در مرکز تبادل کتاب برگزار شد.

### دوره دوازدهم
فراخوان دوازدهمین دوره جایزه شعر خبرنگاران مهرماه ۱۳۹۶ منتشر شد و یکبار هم فراخوان مهلت شرکت در رقابت تا آخر آبان‌ماه تمدید شد.
آثار برگزیده
| کتاب سال | مقام               | نام کتاب   | نویسنده  | ناشر |
| -------- | ------------------ | ---------- | -------- | ---- |
| ۱۳۹۶     |                    |            |          |      |
| برگزیده  | درختی که حرف نمی‌زد | مهدی حاتمی | مولف     |      |
| تقدیر    | آشویتس خصوصی من    | حسن همایون | نشر چشمه |      |
| تقدیر    | تسکین              | رسول پیره  | نشر چشمه |      |

| بخش ویژه | مقام                         | شاعر |
| -------- | ---------------------------- | ---- |
| ۱۳۹۶     |                              |      |
| برگزیده  | مانی چهکندی نژاد             |      |
| تقدیر    | سید یوسف صالحی و مریم قربانی |      |

نامزدها
نامزدهای کتاب سال و بخش ویژه دوازدهمین دوره جایزه شعر خبرنگاران به این شرح معرفی شدند.
کتاب سال
- نخند - نون + من و حافظ اثر رضا احسان‌پور فصل پنجم
- در جریان رگ‌هایم باش اثر نرگس باقری مروارید
- تسکین اثر رسول پیره چشمه
- گنجشک‌ها دانه‌چین دامنت بودند نوشته مجتبی تقوی‌زاد نشر مروارید
- درختی که حرف نمی‌زد نوشته مهدی حاتمی ناشر مؤلف
- ناشیانه دوستت دارم اثر زهرا درّی نشر مروارید
- کاخ سعدآبادی نوشته مجید سعدآبادی اثر شانی
- اگر تو بودی امروز شنبه بود نوشته فریبا شادلو نشر چشمه
- ترافیک فرشته اثر آرش شفاعی نشر آرادمان
- مزارع پنبهٔ شیلی نوشته محمد عسکری ساج نشر نیماژ
- دلقک در باران اثر محمدباقر کلاهی اهری نشر آرادمان
- تنها باد از زیر خاکستر خبر دارد نوشته برزو گوران مروارید
- آخرین زلزلهٔ تهران نوشته علیرضا لبش چشمه
- مرگ آدم را زیباتر می‌کند اثر آریا معصومی ماه‌باران
- آشویتس خصوصی من نوشته حسن همایون نشر چشمه
- دست‌هایت کولی‌ها را آواره می‌کند اثر شیرین هیاریان نشر چشمه

ویژه
- محمدصادق تابان، مصطفی توفیقی، سجاد حقیقت‌شناس، مانی چهکندی‌نژاد، نیلوفر شاطری، سیدیوسف صالحی، مریم قربانی و افسانه مرادی.

تجلیل
در دوازدهمین دوره جایزه شعر خبرنگاران از منصور اوجی تجلیل به عمل آمد. کامیار عابدی در سخنانی دربارهٔ این شاعر گفت: «منصور اوجی از آغاز دهه ۴۰ اولین گام‌هایش را در فضای شعر برمی‌دارد. او را جزو نسل دوم شاعران نیمایی می‌توانیم به حساب بیاوریم. این شاعران بیشتر کسانی هستند که بعد از دهه ۱۳۱۰ به دنیا آمدند. اگر شعرهای اوجی را بررسی کنیم، می‌بینیم او علاوه بر فرم، تصویر و دیگر لوازم شعری که به آنها توجه دارد، همواره تلقی خود را از هستی و انسان در شعرهایش گنجانده‌است. سبک شعری او نوعی رفت‌وآمد در تغزل و تفکر در لحظه است و به نظر می‌رسد شعرهایش در لحظه شکل گرفته‌است. شعر اوجی مثل شعر و نثر صوفیانه قدیم وقت ما را خوش می‌کند. اگر از خود شاعر بپرسیم که چطور به این لحظه‌ها رسیده شاید نتواند به ما پاسخ بدهد چون خود او نیز در این لحظه‌ها جاری بوده‌است.»
داوران و اهداء جایزه
هیئت داوران دوازدهمین دوره جایزه شعر خبرنگاران در بخش کتاب مهرداد اسکویی،  حسن گوهرپور، محمود معتقدی و لادن نیکنام بودند و همچنین داوری بخش ویژه این دوره از رقابت بر عهده سعید اسلام‌زاده، اسدالله امرایی،  هادی حسینی‌نژاد، عباس کریمی بود. جشن پایانی دوازدهمین دوره جایزه شعر خبرنگاران به صورت عمومی در مرکز تبادل کتاب برگزار شد.

### دوره سیزدهم
فراخوان سیزدهمین دوره جایزه شعر خبرنگاران مردادماه ۱۳۹۷ منتشر شد. مهلت این فراخوان بار دیگر تا آخر مهرماه همان سال تمدید شد.
آثار برگزیده
| کتاب سال | مقام                             | نام کتاب         | نویسنده | ناشر |
| -------- | -------------------------------- | ---------------- | ------- | ---- |
| ۱۳۹۷     |                                  |                  |         |      |
| برگزیده  | باران با انگشت‌های لاغر و غمگین‌اش | مهدی مظفری ساوجی | ...     |      |
| تقدیر    | ــ                               | ــ               | ــ      |      |

| بخش ویژه | مقام                                     | شاعر |
| -------- | ---------------------------------------- | ---- |
| ۱۳۹۷     |                                          |      |
| برگزیده  | سیده محبوبه بصری                         |      |
| تقدیر    | رضا عظیمی و نیلوفر شاطری و بیتا علی‌اکبری |      |

نامزدها
نامزدهای کتاب سال و بخش ویژه سیزدهمین دوره جایزه شعر خبرنگاران به این شرح معرفی شدند.
کتاب سال
- می‌خوش نوشته عبدالحسین انصاری نشر سپیده‌باوران
- رابطه برگ‌ها گاهی به هم می‌خورد اثر منیره پرورش نشر مروارید
- گورکن‌ها گریه‌هایشان را عمیق‌تر حفر می‌کنند اثر مجید تیموری نشر مروارید
- اسفندیاری در چشم چپ نوشته آنا رضایی نشر هشت
- سانت‌هایی برای تینا اثر کتایون ریزخراتی نشر چشمه
- اعداد نوشته بابک زمانی نشر فصل پنجم
- نیلوفر نام دیگر زخم است نوشته نیلوفر شریفی نشر بوتیمار
- نامی نمی‌توان گذاشت اثر آریا صدیقی نشر چشمه
- نقشه فرار نوشته محمد عسکری ساج نشر فصل پنجم
- روح اندوهگین یک شاعر نوشته سیدرضا محمدی نشر شهرستان ادب
- باران با انگشت‌های لاغر و غمگین‌اش نوشته مهدی مظفری ساوجی نشر کوله‌پشتی
- همین فرش چوب خورده نوشته شهین منصوری آرانی نشر مروارید

ویژه
- سیده محبوبه بصری، رحمان حسینیان، نیلوفر شاطری، سیدیوسف صالحی، علی پور صفری، رضا عظیمی، بیتا علی‌اکبری، فریبا ماموریان و سعید مبشر

تجلیل
در سیزدهمین دوره جایزه شعر خبرنگاران از فرزانه خجندی به نمایندگی از شاعران پیشکسوت تاجیکستان تجلیل شد.در تجلیل او ابراهیم خدایار سخن گفت و دربارهٔ این شاعر اظهار کرد: «تاریخ ادبیات نوین تاجیکستان را از ۱۸۷۰ تا ۱۹۹۱ میلادی در هفت لحظه تغییر می‌توان بررسی کرد. خجندی در لحظه ششم ادبیات نوین تاجیکستان که به‌نام در آستانهٔ بیداری و آزادی مشهور شده‌است، با چاپ نخستین مجموعه شعر خود با نام طلوع خنده ریز در سال ۱۹۸۷ به دنیای شاعری پا گذاشته‌است. با این همه، دوره شکوفایی او را باید به لحظه هفتم ادبیات نوین تاجیکی، یعنی دوره استقلال و خودآگاهی ملی برابر دانست؛ دوره‌ای که با سقوط اتحاد جماهیر شوروی، حصار جنگ رئالیسم سوسیالیستی از هم پاشید و بهار شاعر جوان در کنار پیشکسوتان شعر فارسی تاجیکی با بیان هنرمندانه آرمان‌های ملی مردم تاجیک آبروی نو به شعر فارسی در تاجیکستان بخشیدند و هوایی تازه در آ ن دمیدند. فرزانه خجندی پله‌های پیشرفت را یکی پس از دیگری طی کرد. او افتخار عضویت در اتحادیه نویسندگان تاجیکستان را در ۲۳ سالگی به دست آورد. با دریافت جایزه‌های میرزا تورسون زاده از اتحادیه نویسندگان و سازمان جوانان تاجیکستان نشان شرف، شاعر مردمی تاجیکستان و جایزه دولتی رودکی به شاعر دوره استقلال تبدیل شد. فرزانه اکنون در آستانه پنجاه و پنج سالگی، شاعری محبوب در میان تاجیکان شده‌است. جهان فارسی‌زبانان او را به خوبی می‌شناسد. گزیده شعر و چاپ و انتشارات مقالات و پایان‌نامه‌هایی دربارهٔ او در ایران نیز مخاطب ایرانی را با زیست جهان شاعر بیشتر آشنا کرده‌است.»
داوران و اهداء جایزه
هیئت داوران سیزدهمین دوره جایزه شعر خبرنگاران در بخش کتاب مهسا ملک‌مرزبان، علیرضا طبایی، مجید برزگر (فیلم‌ساز)، حسن گوهرپور و  و همچنین داوری بخش ویژه این دوره از رقابت بر عهده سعید اسلام‌زاده، عباس کریمی عباسی، هادی حسینی‌نژاد، مسعود شهریاری بود.
جشن پایانی سیزدهمین دوره جایزه شعر خبرنگاران بیست و چهارم اسفندماه ۱۳۹۷ به صورت عمومی در شهر کتاب فرشته برگزار شد. در مراسم پایانی این جشن پیام ویدئویی فرزانه خجندی پخش شد در بخشی از آن آمده بود: «شعر تاجیکی و شعر فارسی مانند مصور زیبا یا نگار دلپذیر نیست، اصلاً این شعر نیست، پیغام و پیک و مژده است؛ مژده‌هایی جان‌افروز، جهان افروز و روان‌افروز. مژده‌هایی که اندیشه‌های ما را کاملاً به دگر می‌کند. مژده‌هایی که دنیا را دگرگونه برای ما باز نمایی می‌کنند، مژده‌هایی که در آینه‌خانه خود تصویر انسان را کامل‌تر، رساتر و انسانی‌تر می‌گرداند. این آتش شعر فارسی است که قرون رفته را گرم و منور کرده‌است، مانند شعر مولانا که شعر گذشته نیست، بلکه شعر زمان حال و شعر آینده است. پیغامی است که انسان آینده برای ما و شما اهدا می‌کند. در فرهنگ نوروز تاجیکی_فارسی ما هفت سین معمول است. من این هفت سین را برای خودم و شما دگرگون تفسیر می‌کنم؛ سلام، سرور، سخن، سعادت و سلامت که مانند سین‌های دیگر زندگانی ما را دگرگون می‌کند. به خیال من شعر فارسی نیز مانند سین سلام است که به اهل دنیا می‌رسد. شعر فارسی ما در گذشته و امروز برای اهل عالم همیشه خود ارمغان خواهد بود. خداوند بزرگ ما را به قلمرو شعر آورد، آن‌هم در فصلی که بسیار شهادت و دلاوری داشتیم، زمانی که شهامت شعر فارسی را دیدیم دیگر راه رهایی و واپسین برای ما نبود. ما دست شعر را نگرفته‌ایم، بلکه شعر دست ما را گرفته‌است، ما دست محبت را نگرفتیم بلکه محبت دست ما را گرفته و به قلمرو بزرگ شعر آورده‌است.»

دوره‌ی هفدهم
برگزیدگان دوره‌ی هفدهم: 

در بخش ویژه شاعران بدون کتاب، مهدیه رشیدی از فریدون‌کنار نفر اول، عظیم مرادی از شیراز نفر دوم و فاطمه بیرانوند از خرم‌آباد نفر سوم معرفی شدند. 